# Frygtelig lykkelig
Frygtelig lykkelig er en dansk thriller fra 2008. Filmens manuskript er skrevet af Henrik Ruben Genz og Dunja Gry Jensen efter Erling Jepsens roman fra 2004 af samme navn, som er baseret på virkelige hændelser. Genz har desuden instrueret filmen.
Handlingen udspiller sig i Højer i Sønderjylland.
Frygtelig lykkelig vandt i juli 2008 hovedprisen Grand Prix Crystal Globe på den Internationale Filmfestival i Karlovy Vary. Allerede efter premiereweekenden havde filmen ifølge Nordisk Film solgt 31.424 billetter. Filmen modtog i 2009 syv Robert-statuetter, bl.a. for årets spillefilm.

## Medvirkende
- Jakob Cedergren som Robert Hansen - Byens landbetjent
- Kim Bodnia som Jørgen - Ingerlises mand
- Lene Maria Christensen som Ingelise Buhl
- Lars Brygmann som Dr. Zerleng